# 吉本秀之
吉本 秀之（よしもと ひでゆき、1958年10月 - ）は、日本の科学史研究者。専門は科学技術史。
東京外国語大学世界言語社会教育センター特任教授、同名誉教授。

## 略歴
- 1981年3月　東京大学教養学部教養学科科学史分科哲学専攻卒業
- 1983年3月　東京大学大学院理学系研究科修士課程修了
- 1988年3月　東京大学大学院理学系研究科博士課程単位取得退学
- 1988年4月　日本学術振興会特別研究員
- 1988年7月　東京外国語大学外国語学部 講師
- 1992年4月　東京外国語大学外国語学部 助教授
- 2004年4月　東京外国語大学外国語学部 教授
- 2009年4月　東京外国語大学総合国際学研究院 教授（言語文化部門・文化研究系、大学院重点化に伴う配置換え）
- 2024年3月　東京外国語大学を定年退職、名誉教授
- 2024年10月　東京外国語大学世界言語社会教育センター 特任教授

## 編著書
- 「17世紀後半の水銀学派の腐敗／発酵理論」『腐敗と再生―身体医文化論3』（慶應義塾大学出版会、2004年11月), pp.115-134
- 「ボイルとスピノザ」『スピノザーナ』第3号（2001/2002）,pp.23-45
- 「ニュートンとライプニッツ」『岩波講座 宗教と科学 第2巻 歴史のなかの宗教と科学』 （1993年1月） 213-239頁